# Clelia Mosher
Clelia Duel Mosher (Albany, 16 de dezembro de 1863 – Palo Alto, 21 de dezembro de 1940) foi uma médica, higienista e defensora da saúde das mulheres que desaprovavam os estereótipos vitorianos sobre suas incapacidades físicas.
Mosher estudou em Wellesley College, na Universidade de Wisconsin e na Universidade de Stanford, onde obteve um diploma de bacharel em zoologia em 1893. Em 1894, concluiu um mestrado em Stanford.
Após sua graduação, Mosher trabalhou na prática privada, até se tornar professora assistente de higiene pessoal em Stanford em 1910. Mosher posteriormente pesquisou sobre menstruação, reunindo dados de duas mil mulheres em mais de doze mil ciclos menstruais.